# بازارکلدی
بازارکلدی (به قزاقی: Bazarkel'dy) یک منطقهٔ مسکونی در قزاقستان است که در استان آلماتی واقع شده‌است.